# Писклов, Пётр Кириллович
Пётр Кириллович Писклов (1 октября 1923, с. Солдатское, Курская губерния — 17 ноября 1943, Мироновский район, Киевская область) — старший сержант Рабоче-крестьянской Красной Армии, участник Великой Отечественной войны, Герой Советского Союза (1943).

## Биография
Пётр Писклов родился 1 октября 1923 года в селе Солдатское (ныне — Ракитянский район Белгородской области). После окончания школы-семилетки и школы фабрично-заводского ученичества работал электриком. В январе 1942 года Писклов был призван на службу в Рабоче-крестьянскую Красную Армию. С апреля 1943 года — на фронтах Великой Отечественной войны.
К сентябрю 1943 года старший сержант Пётр Писклов командовал взводом противотанковых ружей 565-го стрелкового полка 161-й стрелковой дивизии 40-й армии Воронежского фронта. Отличился во время битвы за Днепр. В ночь с 22 на 23 сентября 1943 года взвод Писклова в числе первых переправился через Днепр в районе села Луковица Каневского района Черкасской области Украинской ССР и принял активное участие в боях за захват и удержание плацдарма на его западном берегу, отразив несколько немецких контратак. В тех боях Писклов лично уничтожил 1 танк противника.
Указом Президиума Верховного Совета СССР от 23 октября 1943 года за «мужество и героизм, проявленные при форсировании Днепра» старший сержант Пётр Писклов был удостоен высокого звания Героя Советского Союза. Орден Ленина и медаль «Золотая Звезда» он получить не успел, так как погиб в бою на Букринском плацдарме 17 ноября 1943 года. Похоронен в Переяславе-Хмельницком.

## Память
В честь Писклова установлены его бюсты в Ракитном и Солдатском.